# パンクラス・ハイブリッドアワー
パンクラス ハイブリッドアワーは、2000年12月から2010年3月まで放送された格闘技中継番組である。

## 概要
2000年12月に開局したテレビ朝日系BSデジタル放送局・BS朝日でパンクラス中継番組として放送開始。金曜未明の木曜深夜0時から2時間のレギュラー枠で放送された。2001年10月からはスポーツ中継では初となる5.1chサラウンド放送を開始した。
BS朝日から遅れて、朝日放送系CSチャンネルスカイ・A（後のスカイ・A sports+、現・スカイA）でも放送開始。火曜19時からの放送であったが、BS朝日より約2週間遅れであった。
BS朝日での放送は2002年4月終了。その後、スカイ・Aでは試合後1週間で放送されるようになった。
一方でBS朝日に代わり格闘技専門チャンネルFIGHTING TV サムライで放送開始。スカイ・Aで放送されたものと同じ映像を使用していた。
2010年3月を以ってスカイ・A sports+での放送は終了。
FIGHTING TV サムライでのパンクラス中継は継続されているが、「バトルステーション」枠で放送されている。

## 実況
- 田中陽一郎
- 矢野武